# Segunda guerra de los Diádocos
La segunda guerra de los Diádocos (319 a. C.-315 a. C.), fue el conflicto entre Poliperconte y Casandro, que siguió a la muerte de Antípatro, el padre de Casandro.

## Antecedentes
La inesperada muerte de Alejandro Magno dejó a su nuevo y vasto imperio sin sucesor claro. La falta de acuerdo para la sucesión llevó a la guerra entre sus principales generales, los diádocos. Tras una serie de alianzas cambiantes, de las conquistas de Alejandro, nacieron varios reinos e imperios independientes.
Después de la primera guerra de los Diádocos, Antípatro se convirtió en gobernante de facto de la parte europea del Imperio, mientras que Antígono alcanzó una posición similar en Asia. Sin embargo, cuando Antípatro murió, en lugar de dejar su dominio a su hijo, Casandro, del que no se fiaba, lo dejó en manos de su lugarteniente, Poliperconte. Casandro se opuso, con el apoyo de Antígono, y de Ptolomeo.
En vista de la situación, Poliperconte trata de buscar aliados. Primero, proclama la libertad de las ciudades griegas, y se aproxima a los demócratas. Luego busca la alianza de Eumenes de Cardia, escribiendo una carta que lleva Diodoro Sículo. Eumenes, que continúa proclamando su fidelidad a los dos reyes de Macedonia, y a la idea imperial, acepta, y es nombrado strategos de Asia.

## La coalición contra Poliperconte
Mientras que Poliperconte se hace con el poder de la regencia, Casandro solo obtiene el cargo de quiliarca de la caballería, título que ya había recibido en Triparadiso. La edad de Poliperconte, su falta de prestigio, y la ambición de Casandro, llevan al conflicto. Además, el nombramiento de Poliperconte no posee ninguna base política, ya que no emana de un compromiso entre los diádocos.
Casandro se va a aliar primero con Ptolomeo, que acaba de arrebatar la satrapía de Siria-Fenicia a Laomedonte, por lo que entra en conflicto con el poder central, representado por Poliperconte. Este busca aliados, por lo que proclama la libertad de los griegos en un edicto y se acerca a los demócratas, mientras que en Asia busca la alianza de Eumenes, al que nombra «strategos de Asia» , título que había recibido Antígono en Triparadiso. Así se enfrentan dos fuerzas antagonistas en el interior del imperio.

## Casandro se impone en Grecia y Macedonia

### Lucha por el control de Atenas
El edicto de Poliperconte pone en apuros a Foción, jefe de la facción oligárquica de Atenas, y a Nicanor, jefe de la guarnición macedonia. En un principio triunfa la facción democrática, pero la llegada de Casandro revierte la situación. Ejecuta al jefe del partido demócrata, y mantiene a Atenas dentro de su alianza.
Casandro parte para Macedonia, y se entiende con la reina Eurídice, por lo que puede proclamarse regente, mientras que Poliperconte, que no controla más que el Peloponeso, es despojado de su título. Casandro marcha entonces contra Poliperconte, y sitia Tegea, pero Poliperconte acude a Olimpia, la reina madre que reside en Epiro, y esta le presta ayuda, invadiendo Macedonia. Eurídice es arrestada, mientras intentaba huir a Anfípolis.

### El asesinato de Filipo III y Olimpia
En septiembre de 317 a. C., Olimpia hace asesinar a Filipo III por sus soldados tracios, y obliga a Eurídice a suicidarse. Hace, igualmente, ejecutar a 100 de los partidarios de esta, entre ellos a Nicanor, el hermano de Casandro. Este reacciona con rapidez, y mientras us oficiales rechazan a Poliperconte, él pone a sitio a Pidna, donde está Olimpia. La ciudad se rinde, y Casandro, que teme la influencia de la reina madre, la hace asesinar, y se apodera de Alejandro IV y de Roxana.
En adelante, se comporta como un rey sin título. Además, se une a la dinastía de Alejandro, al casarse con Tesalónica, una de las hijas de Filipo II.

## Antígono se impone en Asia (319a.C.-316a.C.)

### Primer triunfo de Antígono
La lucha que se abre en Asia es sobre todo entre Antígono I Monóftalmos y Eumenes. Este consigue invertir la situación en verano de 319 a. C., tras recibir fondos de Poliperconte, y el título de strategos. Levanta tropas y sabe eclipsarse hábilmente ante el recuerdo de Alejandro Magno. Para ello, alza en la tienda de su estado mayor el trono real, el cetro y la diadema, y redacta las órdenes en nombre del rey difunto. De esta manera, liga sus acciones a la causa oficial de la defensa de la monarquía, mientras que extiende el culto de Alejandro. Eumenes, un griego, contrasta fuertemente su personalidad refinada con el orgullo de los diádocos . Al principio, desciende por Fenicia, prudentemente abandonada por Ptolomeo, que se repliega al sur de Siria. Entonces le llega la noticia de un nuevo triunfo de Antígono.
Poliperconte había encargado al almirante macedonio Clitos, vencedor de la flota ateniense en la guerra lamiaca, impedir la llegada de las fuerzas de Lisímaco, sátrapa de Tracia. El dominio del mar era vital para Poliperconte, para poder unir sus esfuerzos con Eumenes. Clitos resulta vencedor en el mar, pero Antígono, con la ayuda de Nicanor, uno de los oficiales de Casandro, consigue transferir sus tropas a la orilla europea del Helesponto, y destruye el campamento y la flota enemiga amarrada en 318 a. C.

### Disturbios en la parte oriental del imperio
Eumenes abandona Fenicia en el verano de 318 a. C., hacia Babilonia, a fin de aprovechar los disturbios que acaban de estallar en la parte oriental del imperio. Pitón, el sátrapa de Media, había tratado de crear un principado en la meseta iraní, apoderándose de Partia, para darla a su hermano Eudamos. Derrotado por una coalición de sátrapas liderada por Peucestas, que gobierna Persia, se refugia con Seleuco en Babilonia. Eumenes, que pasa sus cuarteles de invierno en Babilonia, intima a Seleuco y a Pitón a unirse a él contra Antígono, pero ellos se rehúsan. Eumenes pasa entonces el Tigris en condiciones difíciles, ya que Seleuco ha hecho abrir los diques. Finalmente, Seleuco le deja pasar a Susiana, al este de Babilonia, para reunirse con sus aliados, con su ejército de 40.000 hombres y 120 elefantes.

### Victoria de Antígono
Antígono llega a Mesopotamia en el verano de 317 a. C., y recibe el apoyo de Pitón y Seleuco. Ambos marchan sobre Susa, donde Seleuco comienza el asedio, mientras Antígono se dirige contra Eumenes. La tentativa de atravesar el río Coprates es un desastre, donde Antígono pierde miles de hombres, así que decide remontar hacia Media. Eumenes se retira hacia Persia, al sudeste. La confrontación tiene lugar en otoño de 317 a. C. en la batalla de Paraitacene. Antígono resulta vencedor, pero sus pérdidas son mayores que las de su adversario, y se retira a Media.
Entonces, Antígono emprende el proyecto de sorprender a su adversario en sus cuarteles de invierno. Por caminos escarpados, estimados impracticables para un ejército, cae sobre los acantonamientos diseminados de Eumenes. Este consigue al menos reunir sus tropas para una última batalla, que tiene lugar a comienzos de 316 a. C., la batalla de Gabiana. Antígono, aprovechando la nube de polvo que se levanta en el campo de batalla, se apodera del campamento. Pero los Argiráspidas de Eumenes parecen irresistibles, sobre todo el ala izquierda, reforzada para combatir al ala derecha enemiga, donde está Antígono. Finalmente, la traición de Peucestas y su caballería decide la batalla. Los Argiráspidas entregan a Eumenes, a cambio de sus mujeres y niños tomados en su campamento. Eumenes es ejecutado.

### Antigono actúa como jefe
Apenas vencido Eumenes, y mientras que su aliado Casandro se impone en Macedonia contra Olimpia, Antígono se lanza a un vasto movimiento de reorganización de Asia, comportándose como un soberano. Descarta sin contemplaciones a los sátrapas, para sustituirlos por hombres suyos. Así sucede con Peucestas, al que debe, sin embargo, su victoria contra Eumenes, que es descartado en Persia, donde es muy popular. Pitón de Media es ejecutado, y Antígono llega a Babilonia, a pedir cuentas a Seleuco. Este debe su salvación a la huida, y Antígono, imitando en esto a Alejandro, no duda nombrar a persas para los cargos importantes. En 316 a. C. es el más rico y poderoso de los diádocos.